# Serixia albopleura
Serixia albopleura är en skalbaggsart som beskrevs av J. Linsley Gressitt 1935. Serixia albopleura ingår i släktet Serixia och familjen långhorningar.
Artens utbredningsområde är Taiwan. Inga underarter finns listade i Catalogue of Life.